# Якушов, Николай Викторович
Якушов Николай Викторович (30 июля 1990, Николаев, УССР, СССР) — российский биатлонист. Мастер спорта России международного класса (с 16 марта 2012), призёр чемпионатов Европы по биатлону.

## Карьера
В 2011 году стал призёром чемпионата мира. Чемпион Европы среди юниоров.
По ходу сезона попал в сборную команду «B» и выступал в кубке IBU.
Проживал в городе Чебоксары, также представлял республику Башкортостан. Завершил спортивную карьеру по окончании сезона 2015/16.

### Карьера в Кубке IBU
Сезон 2011—2012
- В Канморе 11 февраля 2012 года состоялся дебют — 20 место в спринтерской гонке.

После окончания спортивной карьеры работает тренером в «Академии биатлона» (Красноярск).